# The Spotlight
The Spotlight foi um jornal semanal dos Estados Unidos, publicado em Washington, DC, de setembro de 1975 a julho de 2001 pela extinta Liberty Lobby, acusada de ser uma organização antissemita.
O The Spotligh publicou artigos e editoriais que professavam uma orientação política "populista e nacionalista". Alguns observadores descreveram a publicação como promovendo uma política de direita ou conservadora.

## Descrição
O The Spotlight foi descrito em reportagens como promovendo a ideologia America First (em português: Estados Unidos Primeiro), e realizando uma cobertura positiva das campanhas políticas de Pat Buchanan e David Duke. O The Spotlight também realizava reportagens sobre medicina complementar e alternativa, incluindo anúncios do suposto suplemento anti-câncer Laetrile.
O livro de Kevin J. Flynn, The Silent Brotherhood, descreveu o conteúdo editorial do The Spotlight como sendo "artigos sobre tópicos como análise da Bíblia, impostos e luta contra o Internal Revenue Service (IRS), banqueiros e como eles sangram a classe média, e como a nação é manipulada pela temida Comissão Trilateral e o Council on Foreign Relations", acrescentando que "o jornal atraiu uma enorme diversidade de leitores".

## Circulação
A circulação do The Spotlight atingiu uma tiragem, em 1981, de 315.000 exemplares, mas caiu para cerca de 90.000 em 1992.

## Reação Crítica
O The Spotlight foi chamado de "a publicação mais lida na periferia da direita", pela Liga Anti-Difamação, que também afirmou que o jornal "refletia a teoria da conspiração da história de Carto", e afirmou que o jornal era antissemita.
Howard J. Ruff, em seu livro de 1979, How to Prosper During the Coming Bad Years, elogiou o The Spotlight por suas reportagens investigativas, enquanto o criticava por um ponto de vista de direita "claramente tendencioso", concluindo que "há muitas coisas que detesto nele, mas eu não ficaria sem ele."
O congressista dos Estados Unidos, e líder da John Birch Society, Larry McDonald, criticou o The Spotlight nas gravações do congresso, em 1981, pelo suposto uso do movimento Lyndon LaRouche como fonte de informações.

## Controvérsias

### Processado por E. Howard Hunt
Em 14 de agosto de 1978, o The Spotlight publicou um artigo de Victor Marchetti ligando o ex-agente da Central Intelligence Agency (CIA), e figura do Caso Watergate, E. Howard Hunt, ao assassinato de John F. Kennedy. Com o título "CIA to Nail Hunt for Kennedy Killing" (em português: CIA vai acertar Hunt em cheio pelo assassinato de Kennedy), o artigo dizia: "Nas audiências públicas [de uma audiência pendente no Congresso], a CIA vai 'admitir' que Hunt estava envolvido na conspiração para matar Kennedy." Ele também afirmou que o Comitê de Assassinatos da Câmara dos Estados Unidos recebeu um memorando interno da CIA, de 1966, que afirmava que a agência "terá que explicar a presença de Hunt em Dallas em 22 de novembro de 1963".
Afirmando que foi difamado, Hunt processou a Liberty Lobby, pedindo US$ 3,5 milhões em danos, em um tribunal federal em Miami, em 1981; Marchetti não foi citado como réu. Hunt, representado pelo advogado Ellis Rubin, disse que sofreu uma perda de US$ 27.000 em sua receita depois que o artigo foi publicado. Ele também disse que estava em Washington, D.C., no dia em que Kennedy foi morto. Miles McGrane, o advogado da Liberty Lobby, afirmou que a Liberty Lobby não acreditava que Hunt estivesse envolvido no assassinato, mas que ele seria feito de bode expiatório pela CIA. Em 17 de dezembro de 1981, o júri decidiu a favor de Hunt e concedeu-lhe US$ 650.000. A decisão foi posteriormente anulada devido a um erro nas instruções do júri.
No segundo julgamento, Hunt foi representado pelo advogado de Baltimore, William Snyder. Hunt deu testemunho de que estava em Washington, D.C., com sua esposa e filho, quando soube do assassinato. Snyder disse ao júri que Hunt já havia sido inocentado por várias comissões e inquéritos. O advogado Mark Lane, autor de Rush to Judgment e um dos apoiadores da teoria de que a CIA foi responsável pelo assassinato de Kennedy, representou a Liberty Lobby. Lane defendeu com sucesso a Liberty Lobby contra as acusações de difamação, que se tornaram a base para o livro Plausible Denial, de Lane.

### Ação Judicial da National Review
Em 1985, a revista National Review e seu editor, William F. Buckley Jr., foram representados pelo advogado J. Daniel Mahoney no processo por difamação contra o The Spotlight, no qual pleiteavam uma indenização de US$ 16 milhões.

### Timothy McVeigh
Após o atentado de Oklahoma City, foi relatado que Timothy McVeigh, autor do atentado, havia colocado um anúncio nos classificados do The Spotlight em agosto de 1993, sob o nome de "T. Tuttle", e usado um cartão telefônico comprado pelo jornal.

## Fim da Publicação
O The Spotlight deixou de ser publicado em 2001, depois que a Liberty Lobby foi à falência como resultado de uma ação movida por ex-associados do Institute for Historical Review. Willis Carto e outras pessoas do The Spotlight passaram a editar um novo jornal, o American Free Press. Uma ordem judicial de 2 de agosto de 2002, do Tribunal Superior da Califórnia, transferiu os ativos da Liberty Lobby, incluindo o The Spotlight, para a credora Legion for the Survival of Freedom, Inc., que manteve online os arquivos de artigos do The Spotlight de 1997 a 2001.

## Outras Atividades
De 1988 a 2001, o jornal patrocinou o talk show Radio Free America, que era transmitido pela estação de ondas curtas WWCR. 

## Ligações Externas
- Afirmações implausíveis: Mark Lane convenceu um júri de que E. Howard Hunt era um conspirador do assassinato de Kennedy?
- Exemplos de artigos de The SPOTLIGHT por Liberty Lobby, 1997 a 2001.